# Castillo de Smedstorp
El Castillo de Smedstorp (en sueco: Smedstorps slott) es un castillo en el municipio de Tomelilla, Escania, en el sur de Suecia.

## Historia
Smedstorp es un de las propiedades más antiguas en Escania. Fue durante largo tiempo la sede de la familia noble sueca de los Bing, entre los años 1313-1589. Anders Bing, quien era "riksråd" danés (miembro del consejo privado) fue el último en la familia en poseer la finca. El rey Jaime I fue invitado de Anders Bing en Smedstorp, y le dedicó un poema que puede leerse en la lápida de Anders Bing en la iglesia de Smedstorp.
Después de la familia Bing, la finca fue propiedad de las familias nobles de los Quitzow, Bülow och Kruus hasta 1640, cuando Smedstorp pasó a pertenecer al Mayordomo del Reino danés Jochum Gersdorff. Con el Tratado de Roskilde en 1658, Escania pasó a ser sueca, después de pertenecer previamente a Dinamarca, y como parte del tratado la isla de Bornholm pasó a pertenecer a Suecia. Sin embargo, la guerra estalló y la población de Bornholm se rebeló contra el gobierno sueco. Dos años más tarde, se acordó otra paz, el Tratado de Copenhague (1660) (1660), y como compensación por la isla de Bornholm, la corona danesa entregó 18 propiedades, posesiones de nobles daneses, a la Corona sueca, una de las cuales era Smedstorp. La propiedad era conocida como "Bornholm vederlagsgods". Hasta 1713, la finca fue usada por oficiales suecos, cuando fue dada a Peter Monthan, cuyo hijo la vendió después al oficial Nils Wilhelm Meck en 1781. En el siglo XIX Smedstorp fue vendida de nuevo al general Carl Gustaf von Platen.
En 1820 la finca fue comprada por el banquero y miembro del parlamento Jöns Peter Hemberg. Smedstorp después permaneció en la familia Hemberg durante tres generaciones, hasta 1895, cuando el escritor y silvicultor Eugen Hemberg fue el último miembro de la familia en poseerlo.